# Iglesia de María Auxiliadora (Saná)
La Iglesia de María Auxiliadora o simplemente Iglesia católica de Saná es el nombre que recibe un edificio religioso que se encuentra ubicado en la localidad de Saná, la capital del país asiático de Yemen.
El templo sigue el rito romano o latino y depende del Vicariato Apostólico de Arabia del Sur (Vicariatus Apostolicus Arabiæ Meridionalis o النيابة الرسولية من جنوب الجزيرة العربية) antes conocido como Vicariato Apostólico de Adén, pero cambio de denominación bajo el papa Benedicto XVI en 2011 mediante el decreto "Bonum animarum" de la congregación para la Evangelización de los Pueblos (Congregatio pro gentium evangelizatione).
Se trata de uno de los 4 templos católicos que subsiten en esa nación, siendo los otros los dedicados a San Francisco de Asís (Adén), Sagrado Corazón de Jesús (Hodeidah) y Santa Teresa del Niño Jesús (Taiz).